# Utrikesdepartementet
Utrikesdepartementet (UD) er et ministerium under Sveriges regering, der har ansvaret for landets forbindelser til andre lande, herunder sikkerhedspolitik, internationalt udviklingsarbejde, handelspolitik, international retshjælp og konsulære spørgsmål, folkeret, menneskerettigheder, migration og asylpolitik. Ministeriet har tre ministre; udenrigsministeren, migrationsministeren og bistandsministeren. 
Ministeriet har omkring 2.400 ansatte, hvoraf de 900 er i Sverige. Resten arbejder på Sveriges 105 ambassader, repræsentationer, delegationer og konsulater i udlandet. Sveriges repræsentation i udlandet var længe koncentreret i Europa. I begyndelsen af 1800-tallet etableredes ambassaden i Washington D.C., og i 1907 kom ambassaden i Tokyo til.
Utrikesdepartementets historie går tilbage til 1791, da Gustav den tredje etablerede Konungens kabinett för den utrikes brevväxlingen. I 1840 fik organisationen formelt navnet Utrikesdepartementet.